# Acciones armadas de extrema izquierda en Chile

Bandera del Movimiento de Izquierda Revolucionaria (MIR), fundado en 1965.

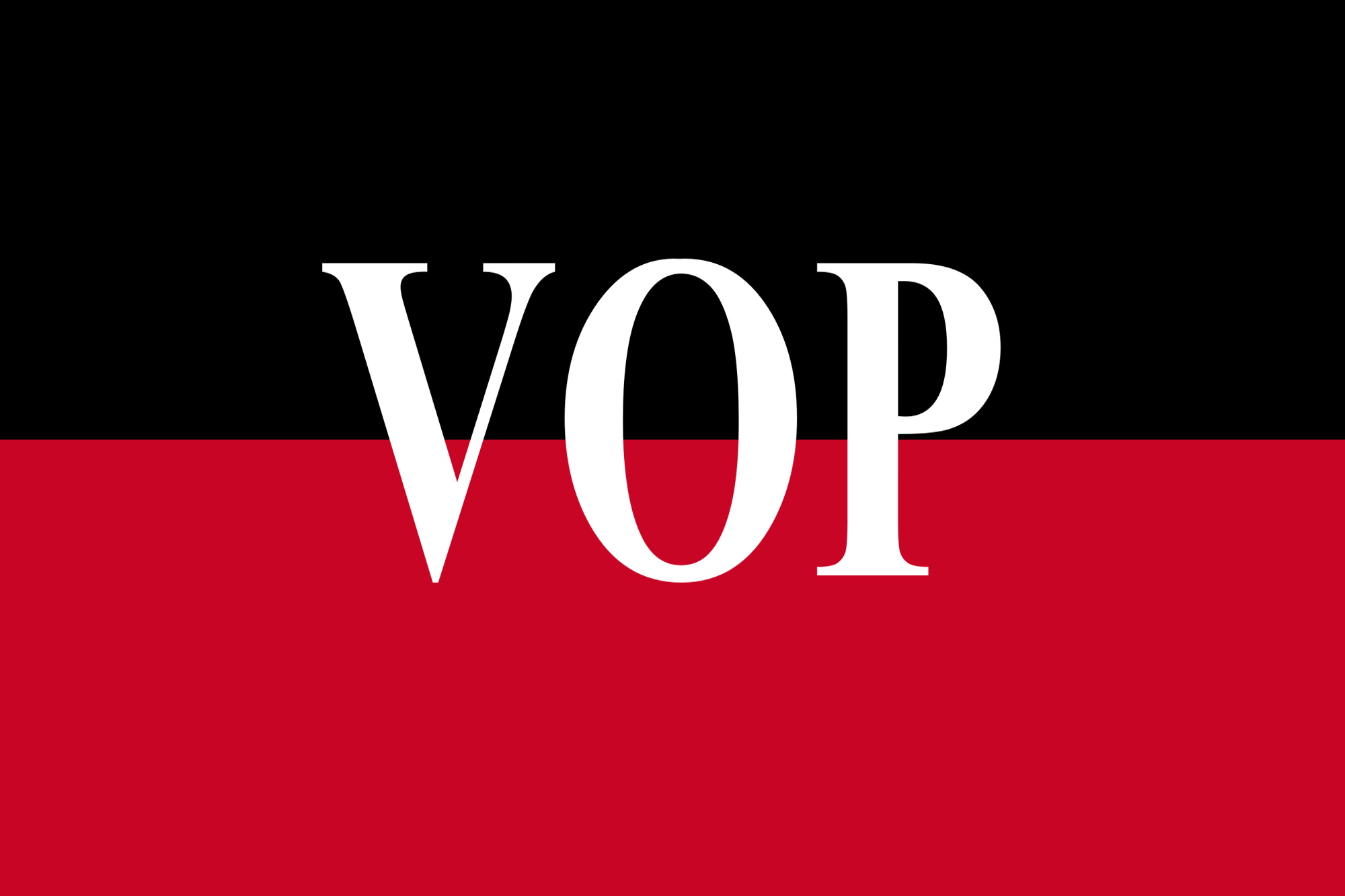
Bandera de la Vanguardia Organizada del Pueblo (VOP), fundada en 1968.

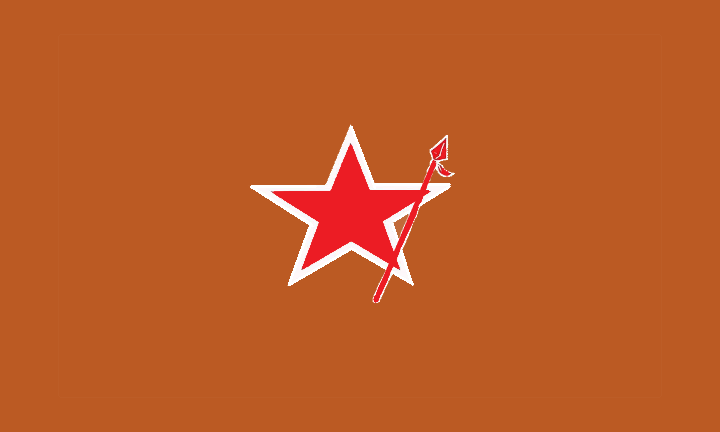
Bandera del Movimiento Juvenil Lautaro, organización guerrillera de izquierda cristiana fundada en 1982.

Bandera del Frente Patriótico Manuel Rodríguez, el principal grupo paramilitar de la izquierda chilena, fundado en 1983 para poner fin a la dictadura militar encabezada por Augusto Pinochet.

Las acciones armadas de la izquierda en Chile incluyen diversas acciones cometidas en Chile a partir de los años 1960 por distintos grupos de izquierda, que justificaban la utilización de acciones armadas como mecanismo legítimo para la acción, lucha, protesta, represalias o resistencia política. Esto podía darse tanto para situaciones particulares-concretas (asalto a un banco con fines de financiamiento o ajusticiamiento de alguna autoridad específica), como para contextos de carácter más general (rebelión contra la dictadura y sus principales artífices).[cita requerida]
La mayor parte de las acciones armadas, realizadas por grupos insurgentes, se dieron bajo el período de la dictadura militar y los primeros años de la transición política hacia la democracia, en particular entre la década de 1980 y el año 1994, fecha en que la gran mayoría de estos grupos ve mermada la base social que les apoyaba y las estructuras internas de sus organizaciones, y a su vez, son reprimidos y perseguidos por los organismos de inteligencia de la época, lo que termina disolviendo a algunos de estos grupos, y otros, terminan abandonando la acción armada como forma de acción política.
En Chile, los grupos de izquierda que comenzaron a incorporar algunas de estas prácticas políticas en su accionar, surgieron en los años 1960, en el contexto de radicalización que se vivió en la época de los llamados Tres tercios. El nivel de las acciones armadas en este período pueden ser catalogadas de baja intensidad, centradas solo en algunos espacios urbanos y con objetivos específicos y concretos. Entre las múltiples influencias y referencias internacionales que tuvieron estos incipientes grupos en Chile, estaba: la Revolución cubana, la resistencia vietnamita en la Guerra de Vietnam, los movimientos estudiantiles del Mayo francés de 1968 y el establecimiento de diversas guerrillas y gobiernos revolucionarios en América Latina. El principal grupo de este periodo fue el Movimiento de Izquierda Revolucionaria (MIR), el cual tuvo importantes influencias y similitudes con la estrategia llevada a cabo por el Movimiento de Liberación Nacional-Tupamaros de Uruguay.
Después del golpe militar de 1973 contra el gobierno de la Unidad Popular, el uso político de la violencia adoptó otro carácter, transformándose en la resistencia contra la dictadura militar de Augusto Pinochet. Dentro de estas acciones destacan las realizadas por el Frente Patriótico Manuel Rodríguez, el brazo militar del Partido Comunista chileno entre 1983 y 1987, incluyendo el fallido atentado contra el dictadoren 1986.
Tras el fin de la dictadura militar y con el inicio de la transición a la democracia, las acciones armadas reivindicadas por organizaciones de izquierda se redujeron considerablemente a acciones de baja envergadura, aun así algunos actos de gran notoriedad pública durante este período fueron el asesinato del senador Jaime Guzmán y el secuestro de Cristián Edwards, ambas acciones adjudicadas al FPMR-Autónomo, una fracción independiente del aparato militar del Partido Comunista que continuó con la lucha armada tras el fin de la dictadura. Sin embargo, la mayoría de dichos grupos se disolverían a lo largo de la década de 1990. Otras agrupaciones armadas que actuaron durante la década de 1980 y, en el segundo caso en particular, parte de la de 1990, serían los denominados Destacamentos Populares 5 de Abril conformados por cuadros próximos al PS-Almeyda y que se disolverían con la reunificación del Partido Socialista en 1989, y el MAPU Lautaro que se origina como escisión del tronco histórico del Movimiento de Acción Popular Unitaria en 1982 y que sería desarticulado por Investigaciones en 1994

## Años previos al gobierno de la Unidad Popular
A mediados de los años 1960, el recién fundado Movimiento de Izquierda Revolucionaria (MIR) realizaría algunas acciones de agitación armada, aunque estas fueron de un bajo impacto e intensidad y dirigidas a objetivos específicos (como asaltos a bancos o supermercados), si se le compara con organizaciones armadas de otros países latinoamericanos de la época. El MIR plantearía desde un principio su desconfianza por los métodos democráticos liberales para alcanzar el poder, aprobando en su congreso de fundación el uso de la violencia política por medio de la «insurrección popular armada» en la cual señalaba:

El MIR rechaza la teoría de la «vía pacífica» porque desarma políticamente el proletariado y por resultar inaplicable ya que la propia burguesía es la que resistirá, incluso con la dictadura totalitaria y la guerra civil, antes de entregar pacíficamente el poder. Reafirmamos el principio marxista-leninista de que el único camino para derrocar el régimen capitalista es la insurrección popular armada.

En noviembre de 1967, el Partido Socialista de Chile (PS) acordó en su congreso anual celebrado en Chillán, que el uso de la "violencia revolucionaria" como acción política es "legítima e inevitable", radicalizando su discurso y validando el uso de las armas.
El 6 de junio de 1969, un grupo de militantes del MIR secuestraron en Concepción al periodista Hernán Osses, el cual fue torturado y amenazado con una pistola de ser asesinado por sus captores, quienes lo liberaron durante la madrugada del día siguiente, desnudo a las afueras de la Casa del Deporte de la Universidad de Concepción. En noviembre del mismo año se produjo el primer secuestro de un avión por secuestradores aéreos en territorio chileno: se trató del vuelo 87 de LAN Chile, perpetrado por dos jóvenes armados exmilitantes de las Juventudes Comunistas. Ya para inicios de los 70 más organizaciones empezaban a llamar a la lucha armada ante la insatisfacción de la vía democrática, esto hasta el comienzo de la dictadura de Augusto Pinochet.

## 1970-1973

### Acciones durante el gobierno de Salvador Allende
29 de noviembre de 1970: Aproximadamente 30 campesinos se toman el fundo "La Tregua" de Panguipulli, de propiedad de la agricultora de nacionalidad italiana Antonieta Macchi Bonadey, lo que habría gatillado su posterior suicidio mediante la ingesta de barbitúricos. El diputado Mario Arnello señaló en 1972 —mencionando erróneamente a la mujer como Antonieta Maachel— que los participantes de la toma habrían sido militantes del Movimiento Campesino Revolucionario (MCR), el "Frente de Masas" del Movimiento de Izquierda Revolucionaria (MIR), sin embargo los periódicos El Correo de Valdivia, El Mercurio y El Llanquihue señalan que la ocupación del fundo se realizó sin violencia.
11 de agosto de 1970: Militantes del Movimiento de Izquierda Revolucionaria (MIR) asesinan a tiros al cabo de Carabineros de Chile Luis Fuentes, quien cumplía servicio de guardia en domicilio del gobernador del departamento Presidente Aguirre Cerda, en la provincia de Santiago. Le roban subametralladora Karl Gustav que portaba.[cita requerida]
21 de septiembre de 1970: Un comando mirista asesina al cabo de Carabineros Armando Cofré López, cuando este trató de repelerlos durante el asalto a la sucursal de Avenida Irarrázabal del Banco Panamericano, en Santiago. Le sustraen su revólver de servicio y la subametralladora. 24 de mayo de 1971: Un grupo del VOP asalta el supermercado Montemar, en Santiago y en su retirada dan muerte a tiros al Cabo de Carabineros Tomás Gutiérrez Urrutia.
A su vez, el 8 de junio de 1971, el grupo Vanguardia Organizada del Pueblo (VOP), movimiento de ultraizquierda, cuyos miembros fueron indultados previamente por el presidente Allende por decreto de insistencia representado por Contraloría asesinó al exministro del Interior Edmundo Pérez Zujovic, en represalia por la responsabilidad que se le atribuyó por la llamada Masacre de Puerto Montt.
30 de agosto de 1972: Miembros de la estructura militar del Partido Socialista de Chile parapetados en la sede de esa colectividad política, en la ciudad de Concepción, disparan contra un furgón de Carabineros, asesinando al Cabo Exequiel Aroca Cuevas.
29 de agosto de 1973: Un grupo de ultraizquierda, liderados por el mexicano Jorge Sosa Gil, asesinan al Subteniente de Ejército Héctor Lacrampette, en la comuna de Providencia, en Santiago. Ese mismo mes los campesinos José Toribio Núñez Fuentes y Celsa Fuentes Aliste mueren en Curicó como consecuencia de las quemaduras recibidas en el atentado perpetrado por el Movimiento de Izquierda Revolucionaria que voló el oleoducto que une a Concepción con Santiago de Chile.

## Tras el golpe militar de 1973
Tras el golpe de Estado del 11 de septiembre de 1973 el MIR y otras organizaciones de izquierda no poseían la organización, formación y el armamento para enfrentarse a las fuerzas golpistas, y además se encontraban mal organizados. No obstante lo anterior, se observaron diversos focos de resistencia a lo largo del país.
En los años siguientes los partidos políticos de izquierda intentaron sobrevivir en clandestinidad, mientras parte importante de su militancia había sido detenida, ejecutada o huía al exilio. Se produjeron numerosos enfrentamientos, principalmente durante operativos de captura que formaron parte de la política de guerra sucia de la dictadura militar, como por ejemplo, el que terminó con la muerte de Miguel Enríquez en octubre de 1974.

### La política de la rebelión popular
En los años 1980, el congreso del Partido Comunista de Chile en el exilio decide implantar una política de Rebelión Popular, para lo que se funda el Frente Patriótico Manuel Rodríguez el 14 de diciembre de 1983, como brazo armado del partido. El FPMR que buscaba derrocar al general Pinochet, por medio una rebelión popular masiva a través de acciones audaces que mermaran la estabilidad de la dictadura militar y potenciaran la crisis social originada en la crisis económica de 1982.[cita requerida].
En el momento más crítico de su plan, el FPMR realizó la internación de armas de Carrizal Bajo y un atentado contra Augusto Pinochet. En este último murieron cuatro miembros del Ejército y uno de Carabineros.
Ya en democracia el Frente Patriótico Manuel Rodríguez (autónomo), que se había desvinculado del Partido Comunista que había apoyado el proceso de transición democrática, asesinaría al Senador Jaime Guzmán Errázuriz, a quién consideraban el cerebro de la Constitución de 1980 y responsable de la perpetuación de las instituciones dictatoriales.

## Cronología de acciones relevantes

### Previas al golpe militar
- En la Universidad de Concepción miembros del Movimiento de Izquierda Revolucionaria secuestran a un carabinero el 9 de septiembre de 1967, liberándolo ileso al día siguiente. Le fueron sustraídos su uniforme y su arma de servicio.
- El 20 de febrero de 1968 se inició una seguidilla de atentados explosivos, en lugares como el edificio del diario El Mercurio (Compañía 1214) y el Instituto Chileno Norteamericano de Cultura (Moneda 1467),[21] el consulado de los Estados Unidos (12 de marzo)[22] y la sede del Partido Demócrata Cristiano de la ciudad de Rancagua. No hubo víctimas.
- Poco antes de la asunción de Salvador Allende como Presidente de Chile, el 11 de agosto de 1970 tuvo lugar un enfrentamiento entre fuerzas de Carabineros de Chile y miembros del MIR. Murió el cabo Luis Fuentes Pineda.[23]
- El 3 de noviembre de 1970 resultó muerto otro cabo de Carabineros, Luis Armando Cofré, durante un asalto perpetrado por el MIR al Banco Panamericano.[24]
- El 8 de junio de 1971, el grupo Vanguardia Organizada del Pueblo, escisión del MIR, asesinó al ex Ministro del Interior Edmundo Pérez Zujovic, en represalia por la responsabilidad que se le atribuyó por la Masacre de Puerto Montt. Días después, el 16 de junio, un miembro de la misma agrupación armada asesinó a dos detectives y un subinspector de la Policía de Investigaciones de Chile, cuando hizo detonar un artefacto explosivo con dinamita en el Cuartel Central de la institución policial, ubicado en calle General Mackenna, en Santiago Centro.[25]

### Durante la dictadura militar
- Durante los enfrentamientos armados entre el 11 de septiembre de 1973 y el fin de ese año fallecieron 87 uniformados. Sin embargo, la Comisión Nacional de Verdad y Reconciliación informó que gran parte de estos correspondieron a acciones represivas del Estado contra miembros de las propias Fuerzas Armadas. Por contraparte, la misma comisión informa el total de muertos para el mismo período en 1.171, sin contabilizar los desaparecidos cuya muerte no se haya podido confirmar.
- A partir de entonces y hasta principios de la década de 1980 no se produjeron actos armados de significación por parte de organizaciones políticas, como ya se ha indicado en el sumario superior.
- En 1978, el MIR formuló un plan para derrocar la dictadura militar por medio de la fuerza armada. El intento de guerrilla en Neltume tuvo una alta repercusión por la magnitud de las fuerzas enfrentadas.[26][27][28][29]
- 1979
  - 21 de junio: alrededor de las 08:00 de la mañana en las cercanías del Matadero Lo Valledor en Santiago, el sargento 1° Nicómedes Inostroza, que se encontraba a cargo del furgón de Carabineros Z 757, junto con el carabinero Guido Villa, intentaron controlar una camioneta tripulada por miembros del Movimiento de Izquierda Revolucionaria (MIR) que les pareció sospechosa. El vehículo huyó, iniciándose su persecución. Los sospechosos abandonaron la camioneta y los funcionarios policiales los siguieron a pie. Los perseguidos y carabineros dispararon sus armas. En el hecho resultó muerto el sargento Inostroza, a causa de una “herida de bala tóraco pulmonar y aórtica, sin salida de proyectil”, disparada por los miembros del MIR.[30]
- 1980
  - 15 de julio: fue acribillado en su automóvil el director de la Escuela de Inteligencia del Ejército, el teniente coronel Roger Vergara Campos, resultando además gravemente herido su chofer, el sargento 2° Mario Espinoza. Los autores del crimen eran miembros del MIR.[31]

- 1981
  - 6 de noviembre: se intentó el asesinato del presidente de la Corte Suprema, Israel Bórquez Montero.[32][33]
- 1983
  - Durante 1983 el MAPU Lautaro comenzó su campaña armada con ataques contra bancos, iglesias, instituciones gubernamentales y asaltos a mano armada.[34][35][36]
  - 30 de agosto es asesinado el intendente de Santiago, Mayor General Carol Urzúa Ibáñez junto a dos de sus escoltas, el cabo 1° Carlos Riveros Bequiarelli y el cabo 2° José Aguayo Franco.[37]
  - 14 de diciembre:ataques simultáneos con explosivos a torres de alta tensión provocaron un apagón eléctrico en parte importante del país por aproximadamente 90 minutos. Es considerada la primera acción a gran escala del Frente Patriótico Manuel Rodríguez.[38]
- 1984
  - 3 de enero: Una seguidilla de ataques se registran en varios barrios de Santiago, siendo el más severo el ataque a la línea dos del metro de Santiago, dejando graves daños materiales.[39]
  - 7 de marzo un grupo de militantes del FPMR se toman momentáneamente las instalaciones de Radio Carrera, dejando un dispositivo explosivo casero que es desactivado por las autoridades.[40]
  - 29 de abril: Guerrilleros del FPMR realizaron una seguidilla de ataques, hicieron explotar 11 bombas en la capital. Una de ellas hizo descarrilar el Metro de Santiago, hiriendo a 20 pasajeros, entre ellos siete menores.[41][42]
  - En junio del mismo año se registra una seguidilla de ataques que dejan como saldo cuatro muertos, un herido y cuantiosos daños materiales.[43][44][45]
  - 5 de junio: militantes rodriguistas toman momentáneamente y emiten una proclama a través de la señal de radio Minería.[46]
  - 20 de junio: un grupo de frentistas detiene un tren expreso de FF.CC del E. con destino a Linares, es asesinado en ese contexto el ayudante de maquinista Juan Ávila producto de un Forcejeo con un Frentista.  [47]
  - 23 de agosto: una serie de enfrentamientos con las fuerzas de seguridad en la ciudad de Concepción, Santiago, Valdivia y Los Ángeles dejó un saldo de ocho militantes del FPMR y un carabinero muerto. El incidente más grave fue un tiroteo después de que militantes robaran de una armería 16 escopetas y un indeterminado número de municiones.[48]
  - 18 de diciembre: estalla una bomba en la Intendencia de la Región de O'Higgins, dejando 12 heridos.[49]
- 1985
  - 26 de marzo: estalla una bomba en el Hotel Araucano de Concepción, muriendo dos militares que se encontraban desactivando un artefacto que producía interferencias radiales en la transmisión de Televisión Nacional de Chile.[50]
  - 27 de marzo: se puso una bomba en la sucursal del Banco Osorno de la comuna de Valparaíso, hiriendo gravemente a cuatro trabajadores. El mismo día estalla una bomba en el diario La Nación (Chile), hiriendo a dos periodistas, cuatro trabajadores y un transeúnte.[cita requerida]
  - 19 de julio: tuvo lugar un atentado al consulado de Estados Unidos. Ese día, militantes del Frente Patriótico Manuel Rodríguez instalaron un autobomba con alta carga explosiva. En el atentado falleció un transeúnte y quedaron dos heridos. Esto antecedió a otro atentado ocurrido el mes de agosto del mismo año en el Paseo Ahumada, en donde resultaron heridos cinco transeúntes.[30]
- 1986
  - 2 de abril: el comerciante ligado a la UDI Simón Yévenes fue asesinado por un militante del Frente Patriótico Manuel Rodríguez (FPMR) en Santiago.[51]
  - 16 de junio: el Frente Patriótico Manuel Rodríguez efectúa un atentado explosivo en la estación Tobalaba del Metro de Santiago, lo que causa un muerto y tres heridos.[52]
  - 25 de julio: en la esquina de Alameda con Teatinos, sujetos desconocidos hicieron estallar un artefacto explosivo de alta magnitud. 36 personas resultaron heridas.[53]
  - 7 de septiembre: el Frente Patriótico Manuel Rodríguez lleva a cabo un atentado contra Pinochet, que costó la vida a 5 de sus guardaespaldas y dejó 10 uniformados heridos.[54]
  - 13 de octubre: militantes del MIR hacen estallar artefactos explosivos en el Centro Comercial Apumanque, hiriendo a un empleado y matando a un vendedor.[55]
  - 5 de noviembre: fue atacado un microbús que transitaba por la ciudad de Viña del Mar por parte de un grupo de manifestantes encapuchados, que lanzaron cócteles molotov hacia el interior del vehículo. A consecuencia de ello, Rosa Rivera Fierro sufrió quemaduras en el 30% de su cuerpo, falleciendo el 29 de diciembre de 1986 a raíz de sus lesiones.[56]
  - 28 de noviembre: el MIR asalta la sucursal Peñaflor del Banco del Estado, durante su huida en un taxi son interceptados por Carabineros, el enfrentamiento posterior dejó un carabinero y dos miristas muertos junto con una mirista detenida.[57][58]
- 1987
  - 6 de marzo: una bomba caza bobos colocada por miembros del MIR, en Concepción, terminó con la vida del subteniente de Carabineros Eduardo Harold Tamayo Medina, dejando a otro uniformado herido.[50]
- 1988
  - 20 de enero: extremistas desconocidos plantaron y detonaron una bomba casera en el centro CAPREDENA de Valparaíso, resultando en la muerte de la pensionada Berta Pardo Muñoz y otras 20 personas heridas de diversa gravedad.[59][60]
  - 29 de febrero: seis frentistas asaltan la Escuela Japón de San Miguel mientras en esta se encontraba personal del Banco Concepción pagando los sueldos a funcionarios de la Corporación Municipal de Educación de la comuna, robando 28 millones de pesos y dejando un trabajador del banco y vigilante privado fallecidos junto con otros cuatros heridos. Un frentista también terminó muerto, según relatos de testigos, fue ultimado por sus compañeros tras ser herido en el asalto.[61][62][63]
  - 28 de marzo: elementos del Frente lanzan un cohete LAW contra una estación de Chilectra. Tal como había sucedido durante el atentado a Pinochet, el cohete se encontraba en mal estado, no impactando en su objetivo.[cita requerida]
  - 22 de junio: fue asesinado el guardia de seguridad Marcos Iranejo Araya cerca de las instalaciones de la Universidad Tecnológica Metropolitana en Santiago, siendo el primer asesinato cometido por el MAPU Lautaro. Iranejo falleció a las 16:45 en el Hospital Militar de Santiago por traumatismo abdominal por bala, según consigna el certificado médico de defunción del Instituto Médico Legal.[64][65][66] Para 1989 el grupo había iniciado una escalada de ataques explosivos e incendiarios en la Región Metropolitana de Santiago que dejó diversos daños materiales.[67][68]
  - 21 de octubre: un grupo del FPMR ataca el retén de Los Queñes, en la VII Región, dejando un muerto y un herido.[69]
- 1989
  - 21 de julio: un grupo del Movimiento Juvenil Lautaro emboscó a una patrulla de Carabineros de Chile en la comuna de La Granja, falleciendo los policías. Días después tres militantes fueron arrestados.[70][71][72] A pesar de las detenciones el grupo siguió su campaña armada de manera activa tanto en Santiago como en ciudades como Talcahuano.[73][74]
  - 9 de junio seis miembros del FPMR Autónomo asesinan al comandante de la Fuerza Aérea, Roberto Fuentes Morrison, exintegrante del Comando Conjunto y exagente de la CNI en años de dictadura.[75]

El Informe Rettig "Verdad y Reconciliación" en su tomo dos página 1040 en adelante, cifra en 97 los fallecidos entre 1977 y 1990 a consecuencia de atentados a los derechos humanos provocados por particulares bajo pretextos políticos, cual fue la nomenclatura que se asignó a los civiles y militares acribillados por acciones de extrema izquierda durante la dictadura militar.

### Transición a la democracia
- 10 de mayo de 1990: fue asesinado el coronel de Carabineros de Chile Luis Fontaine. Los autores de los disparos fueron dos miembros del FPMR (Autónomo).[75]
- 26 de octubre de 1990: Ricardo Palma Salamanca y Raúl Escobar Poblete, miembros del FPMR, asesinan a Víctor Valenzuela Montecinos, escolta de Augusto Pinochet.[75]
- 3 de marzo de 1991: fueron asesinados el médico del Ejército Mayor Carlos Pérez Castro y su esposa Anita Schlager en Rancagua. Carlos Pérez Castro había colaborado como médico con los equipos de la CNI durante la década del '80.[cita requerida]
- 1 de abril de 1991: se produce el asesinato del Senador de la UDI, Jaime Guzmán. La operación fue realizada por un comando del FPMR (Autónomo).
- 9 de septiembre de 1991: otro grupo del FPMR (Autónomo) realiza el secuestro de Cristián Edwards —hijo del propietario de El Mercurio, Agustín Edwards—. El secuestrado meses más tarde es liberado sin lesiones.
- 4 de octubre de 1991: militantes del MIR-EGP instalaciones de la agencia de noticias France Press, ubicadas al frente del Palacio de La Moneda, convirtiéndose en la primera acción armada del MIR-EGP.[77]
- 22 de enero de 1992: dos frentistas toman como rehenes a una familia de Ñuñoa mientras huían tras cometer un robo a un camión de valores de Prosegur. Tras 12 horas de cautiverio, la familia es liberada y los asaltantes son abatidos por Carabineros tras una balacera.[78][79]
- 21 de octubre de 1993: cinco miembros del Movimiento Juvenil Lautaro asaltan una sucursal del Banco O'Higgins, donde termina asesinado el vigilante del banco, luego intentan fugarse en un microbús que es interceptado por Carabineros de Chile, quienes protagonizan un tiroteo que termina con siete muertos (tres pasajeros del bus, tres lautaristas y un carabinero), además de doce heridos, hecho posteriormente conocido como el Caso Apoquindo.[80][81][82]

- 10 de junio de 2005: tres miembros del MIR-EGP realizan el intento de asalto al INP de Machalí muriendo cinco personas durante el asalto.

### Macrozona Sur y conflicto mapuche
Dentro del contexto del conflicto mapuche, organizaciones paramilitares fuertemente armadas se han establecido en la denominada Macrozona Sur, con el objeto de realizar diferentes tipos ataques violentos y a mano armada en contra de personas y la propiedad privada en dichas zonas. Héctor Llaitul, dirigente histórico de la Coordinadora Arauco-Malleco (CAM) mantiene un discurso separatista a la República de Chile y violentista en contra del capitalismo en dichos territorios, justificando su accionar como parte de una «lucha» contra el empresariado y del Estado chileno. Como organización no solo realizan duras críticas a la derecha política en concordancia a su marcado pensamiento y accionar anticapitalista, sino que también a la centroizquierda y a la que, a juicio de ellos, es una izquierda «hippie, progre y buena onda».